# Juan Subirá
Juan Subirá (Lanús, 3 de noviembre de 1965) es un músico, compositor y poeta de rock argentino. Es el tecladista de Bersuit Vergarabat, agrupación con la que ha permanecido desde sus comienzos.

## Biografía
Subirá ha participado en todas las producciones discográficas de la banda y ha compuesto grandes clásicos del grupo como: «A los tambores», «Toco y me voy», «El viejo de arriba», «Desconexión sideral» y «Negra murguera», entre otros. En el año 2000, durante la grabación del disco Hijos del culo,  Subirá fue baleado por un hombre que vivía en el departamento que quedaba arriba del suyo (denominado "La Mesón de Joan") donde se llevaban a cabo fiestas todos los días de la semana. El incidente inspiró en dos canciones: la primera es «El viejo de arriba», donde cuenta sobre las fiestas y los disparos y la segunda es «Canción de Juan»; donde se habla de la parte en que Juan es llevado al hospital con un disparo en la rodilla. 
A comienzos de 2005 ganó, junto con el resto de la banda, el Premio Gardel de Oro por el disco La Argentinidad al Palo. En 2007 toca frente a 66.000 personas en el Estadio Monumental de River Plate, hecho que coloca a la banda entre las más convocantes del país. En 2008 edita el álbum Fisura Expuesta, su primer disco como solista, el cual contiene canciones que fueron quedando afuera de los discos de su banda principal más la participación especial de La Salud de los enfermos, banda anterior del músico. Participaron todos los músicos de su banda, junto con Andrés Calamaro, Palo Pandolfo, Flavio Cianciarulo, Gillespi, Daniel Buira, Carlos Rivero, Frichi Fridman y Adriana Beltrán, entre otros.
En 2009 la Bersuit Vergarabat se separó y Subirá siguió como solista, y los demás integrantes formaron la agrupación De Bueyes; hasta la reunificación de la banda en 2012, ya sin su cantante original, Gustavo Cordera. Con la nueva formación la banda editó tres placas más: La Revuelta (2012), El baile interior (2014) y La nube rosa (2016). 
Escribió la letra de la canción de la película La Pasión, que muestra el sentir del pueblo tripero en el 2009, cuando se salva del descenso, al levantar una goleada en contra por 3-0, en los últimos 3 minutos con dos hombres menos. La letra de la canción describe como ninguna [cita requerida]el sentir de la hinchada de Gimnasia y Esgrima La Plata. Además de su carrera musical, es poeta y escritor, sobre esta última ha publicado dos libros: Desconcierto para uno solo (1998) y 12 viejos textículos (2011).

## Discografía

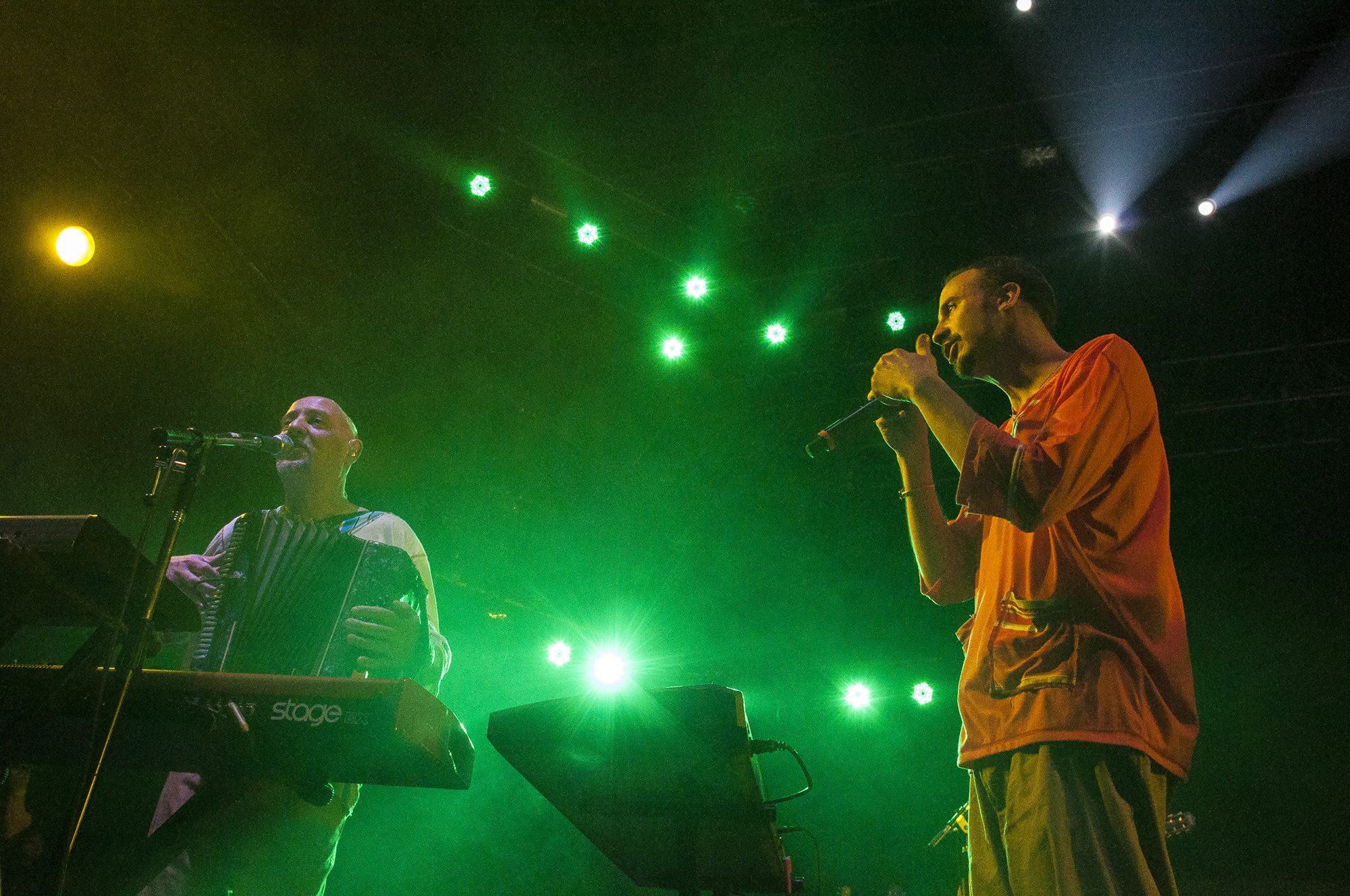
Juan Subirá y Daniel Suárez en 2014.

### Con Bersuit Vergarabat
- Y Punto (1992)
- Asquerosa Alegría (1993)
- Don Leopardo (1996)
- Libertinaje (1998)
- Hijos del Culo (2000)
- De la cabeza con Bersuit Vergarabat, en vivo (2002)
- La Argentinidad al Palo (2004)
- Testosterona (2005)
- Lados BV (2006)
- ? (2007)
- La Revuelta (2012)
- El baile interior (2014)
- La nube rosa (2016)
- De la cabeza 2, en vivo (2019)
- Cocoliche Life (2024)

### Como solista
- Fisura expuesta (2008)
- Coro de fantasmas (2021)

### Colaboraciones
- Embrión de la tierra, de Rey gurú (2001)
- Antojo, de Palo Pandolfo (2004)
- Picado grueso, de Vía Varela (2005)
- El regreso, de Andrés Calamaro (2005)
- Carnaval porteño Vol. 1. Producción junto a Daniel Buira (2006)
- No tan distinta, de Gabriela Torres (2006). Piano Rhodes y voz en la canción "Está apunao".
- Mar dulce, de Bajofondo (2007). Voz en la canción "Hoy".
- Intemperie, de Iván Noble (2007)
- Aguja en un pajar, de Adriana Beltrán (2007)
- Carnaval porteño Vol. 2. Producción junto a Daniel Buira (2007)
- Carnaval porteño Vol. 3. Producción junto a Daniel Buira (2008)
- Si hay, de Vía Varela (2009)
- Más que una yunta, de De bueyes (2009)
- ¡Arriba!, de Rescate (2010)
- Ríe la Puerta que da al Jardín, de Juan Rosasco (2011)
- Elogio del ocio, de Los que nunca dejaron. Producción (2011)
- La decisión, de Félix y los sin Fritz. Producción junto a Nano Campolite (2017)
- Canción remedio, de Aguacero (2017)
- Prescidente, de Mustafunk (2024)
- No hay plata, de In tribu (2024)
- Pinta, de Juan Rosasco en Banda (2025)